# Weißeck
Das  Weißeck ist mit einer Höhe von 2711 m ü. A. der höchste Berg der Radstädter Tauern und sowohl beliebtes Schitourenziel im Winter als auch Ziel für Besteigungen im Sommer. Seinen Namen hat die mächtige Felsgestalt vom hellen Wettersteindolomit, aus dem der Berg aufgebaut ist.
Der Gipfel des Weißecks befindet sich an der Gemeindegrenze zwischen der Nationalparkgemeinde Muhr und der Naturparkgemeinde Zederhaus.
Ausgangspunkt für Touren auf das Weißeck ist einerseits das Riedingtal in Zederhaus und andererseits die Sticklerhütte (1.752 m) im oberen Murtal. Der markierte Normalweg von der Riedingscharte über den Westkamm zum Gipfel erfordert lediglich etwas Trittsicherheit, ist generell jedoch unschwierig.
Rund um und über das Weißeck gibt es auch einige Sagen, die bekannteste ist wohl die über den Weißeck-Hund. Das Weißeck ist aber auch bei Mineraliensammlern sehr beliebt, es ist seit alters her ein bekanntes Fundgebiet für Fluorit.

## Routen

### Im Sommer
- Riedingtal: Königalm – Zauneralm – Riedingscharte – Weißeck (ca. 1.050 Höhenmeter)
- Oberes Murtal: Sticklerhütte – Riedingscharte – Weißeck (ca. 950 Höhenmeter)

### Im Winter
- Wald in Zederhaus: Gspandlalm – Höllgraben – in der Hölle – Weißeck (ca. 1.400 Höhenmeter)